# Andrea Dallavilla
Andrea Dallavilla (Brescia, 7 giugno 1969) è un pilota di rally italiano.

## Biografia
Ha esordito nel 1988 con una Peugeot 205 rally, una 1300cc con bassi costi di acquisto e preparazione, l'esordio assoluto alle gare, comincia con una Renault 5 GT Turbo, preparata per il G.N, in gare di Coppa Italia 3ˆ zona.
Ha vinto un titolo assoluto nel 1997 al volante di una Subaru Impreza in coppia con Danilo Fappani.
Nel 2001 si è piazzato secondo nel Campionato del mondo rally Junior, riservato alle vetture Super 1600 alle spalle del futuro campione iridato Sébastien Loeb. Stesso piazzamento l'anno successivo, superato dallo spagnolo Daniel Solà. Le vittorie conquistate da citare sono, quella al Rally del Salento del 1996 e 2004, poi quello del Rally 1000 Miglia nel 1996. Dall'esordio ad oggi ha collezionato ben 195 gare, arrivando a collezionare ben 16 rally vinti e 18 di Classe (JWRC).

## Carriera
| Anno | Nome Rally                              | Co-pilota            | Auto                         | Risultato Assoluto                   | WRC | JWRC | ERC | Italia |
| 1988 | Rally di Mantova                        | Danilo Fappani       | Peugeot 205 Rally GR.N       |                                      |     | 3º   |     |        |
| 1989 | Rally del Garda                         | Danilo Fappani       | Peugeot 205 Rally GR.N       | Ritirato per incidente               |     |      |     |        |
|      | Rally di Vadiana                        | Danilo Fappani       | Renault 5 Turbo GR.N         |                                      |     | 3º   |     |        |
|      | Rally delle Valli Bresciane             | Danilo Fappani       | Operl Kadet GSI GR.N         |                                      |     | 2º   |     |        |
|      | Rally Valle Camonica                    | Danilo Fappani       | Renault 5 Turbo GR.N         |                                      |     | 2º   |     |        |
|      | Rally di Mantova                        | Danilo Fappani       | Renault 5 Turbo GR.N         |                                      |     |      | 3º  |        |
|      | Rally Stradella                         | Danilo Fappani       | Renault 5 Turbo GR.N         | Ritirato per incidente               |     |      |     |        |
| 1990 | Rally 1000 Miglia                       | Danilo Fappani       | Peugeot 309 GR.A             | Ritirato per incidente               |     |      |     |        |
|      | Rally di Como                           | Danilo Fappani       | Operl Kadet GSI GR.N         | Ritirato per incidente               |     |      |     |        |
|      | Rally di Cremona                        | Danilo Fappani       | Renault 5 Turbo GR.N         | Ritirato per incidente               |     |      |     |        |
|      | Rally delle Valli Bresciane             | Danilo Fappani       | Lancia Delta 16V GR.N        | Vincitore                            |     |      |     |        |
|      | Rally di Mantova                        | Danilo Fappani       | Lancia Delta 16V GR.N        | 3º                                   |     |      |     |        |
|      | Rally di Vadiana                        | Danilo Fappani       | Lancia Delta 16V GR.N        |                                      |     | 4º   |     |        |
| 1991 | Rally 1000 Miglia                       | Danilo Fappani       | Lancia Delta 16V GR.N        | Ritirato per incidente               |     |      |     |        |
|      | Rally Autoconsult                       | Danilo Fappani       | Lancia Delta 16V GR.N        | 5º                                   |     |      |     |        |
|      | Rally di Mantova                        | Danilo Fappani       | Lancia Delta 16V GR.N        | 3º                                   |     |      |     |        |
|      | Rally di Ceccano                        | Danilo Fappani       | Lancia Delta 16V GR.N        | 2º                                   |     | 1º   |     |        |
|      | Rally Valli Bresciane                   | Danilo Fappani       | Lancia Delta 16V GR.N        | Ritirato per incidente               |     |      |     |        |
|      | Rally Valle Camonica                    | Danilo Fappani       | Lancia Delta 16V GR.N        | 2º                                   |     |      |     |        |
|      | Rally Valtellina                        | Danilo Fappani       | Lancia Delta 16V GR.N        | Ritirato per rottura freni           |     |      |     |        |
| 1992 | Rally 1000 Miglia                       | Danilo Fappani       | Fiat Uno Turbo GR.N          | 17º                                  |     | 7º   |     | 7º     |
|      | Rally Costa Smeralda Terra Sarda        | Danilo Fappani       | Fiat Uno Turbo GR.N          | Ritirato per rottura differenziale   |     |      |     |        |
|      | Rally Isola d'Elba                      | Danilo Fappani       | Fiat Uno Turbo GR.N          | Ritirato per incidente               |     |      |     |        |
|      | Rally Pescara                           | Danilo Fappani       | Fiat Uno Turbo GR.N          | 2º                                   |     |      |     |        |
|      | Rally Biella                            | Danilo Fappani       | Fiat Uno Turbo GR.N          | 2º                                   |     | 1º   |     |        |
|      | Rally di Sanremo                        | Danilo Fappani       | Fiat Uno Turbo GR.N          | 2º                                   |     | 1º   |     |        |
|      | Rally Piancavallo                       | Danilo Fappani       | Fiat Uno Turbo GR.N          | 2º                                   |     | 1º   |     |        |
| 1993 | Rally di Monte Carlo                    | Danilo Fappani       | Fiat Cinquecento             | Ritirato per rottura semiasse        |     |      |     |        |
|      | Rally del Ciocco                        | Danilo Fappani       | Ford Escort RS Cosworth GR.N | Ritirato per incidente               |     |      |     |        |
|      | Rally 1000 Miglia                       | Danilo Fappani       | Ford Escort RS Cosworth GR.N | Ritirato per incidente               |     |      |     |        |
|      | Rally Pincavallo                        | Danilo Fappani       | Ford Escort RS Cosworth GR.N | Ritirato per rottura al cambio       |     |      |     |        |
|      | Rally Isola d'Elba                      | Danilo Fappani       | Ford Escort RS Cosworth GR.N |                                      |     | 1º   |     |        |
|      | Rally Targa Florio                      | Danilo Fappani       | Ford Escort RS Cosworth GR.N | Ritirato per incidente               |     |      |     |        |
|      | Rally Pescara                           | Danilo Fappani       | Ford Escort RS Cosworth GR.N | Ritirato per rottura al cambio       |     |      |     |        |
|      | Rally di Biella                         | Danilo Fappani       | Ford Escort RS Cosworth GR.N | Ritirato per rottura al cambio       |     |      |     |        |
|      | Rally Valle Camonica                    | Danilo Fappani       | Ford Escort RS Cosworth GR.N |                                      |     | 5º   |     |        |
|      | Rally di Sanremo                        | Danilo Fappani       | Ford Escort RS Cosworth GR.N | 7º                                   | 7º  | 2º   |     |        |
|      | Rally Ciocchetto                        | Danilo Fappani       | Ford Escort RS Cosworth GR.N | Ritirato per rottura al cambio       |     |      |     |        |
|      | Rally Limone Piemonte                   | Danilo Fappani       | Fiat Cinquecento             |                                      |     | 1º   |     |        |
|      | Rally Varano Finale Trofeo 500          | Danilo Fappani       | Fiat Cinquecento             | Ritirato per problemi meccanici      |     |      |     |        |
| 1994 | Rally 1000 Miglia                       | Danilo Fappani       | Lancia Delta 16V GR.A        | Ritirato per incidente               |     |      |     |        |
|      | Rally del Salento                       | Danilo Fappani       | Lancia Delta 16V GR.A        | Ritirato per incidente               |     |      |     |        |
|      | Rally Appennino Reggiano                | Danilo Fappani       | Lancia Delta 16V GR.A        | Vincitore                            |     |      |     |        |
|      | Rally Lanterna                          | Danilo Fappani       | Lancia Delta 16V GR.A        | Ritirato per incidente               |     |      |     |        |
|      | Rally Targa Florio                      | Danilo Fappani       | Toyota ST 185 GR.A           | Ritirato per incidente               |     |      |     |        |
| 1995 | Rally Ciocco                            | Danilo Fappani       | Toyota ST 185 GR.A           | 5º                                   |     |      |     |        |
|      | Rally 1000 Miglia                       | Danilo Fappani       | Toyota ST 185 GR.A           | Ritirato per rottura turbo           |     |      |     |        |
|      | Rally Targa Florio                      | Danilo Fappani       | Toyota 205 GT Four GR.A      | 4º                                   |     |      |     |        |
|      | Rally del Salento                       | Danilo Fappani       | Toyota 205 GT Four GR.A      | 3º                                   |     |      |     |        |
|      | Rally Biella                            | Danilo Fappani       | Toyota 205 GT Four GR.A      | Vincitore                            |     |      |     |        |
|      | Rally Messina                           | Danilo Fappani       | Toyota 205 GT Four GR.A      | 2º                                   |     |      |     |        |
|      | Rally di Sanremo                        | Danilo Fappani       | Toyota 205 GT Four GR.A      | 2º                                   |     |      |     |        |
| 1996 | Rally Ciocco                            | Danilo Fappani       | Toyota 205 GT Four GR.A      | Ritirato per incidente               |     |      |     |        |
|      | Rally 1000 Miglia                       | Danilo Fappani       | Toyota 205 GT Four GR.A      | 2º                                   |     |      |     |        |
|      | Rally Piancavallo                       | Danilo Fappani       | Toyota 205 GT Four GR.A      | Ritirato per incidente               |     |      |     |        |
|      | Rally del Salento                       | Danilo Fappani       | Toyota 205 GT Four GR.A      | Vincitore                            |     |      |     |        |
|      | Rally Biella                            | Danilo Fappani       | Toyota 205 GT Four GR.A      | Vincitore                            |     |      |     |        |
|      | Rally Messina                           | Danilo Fappani       | Toyota 205 GT Four GR.A      | Vincitore                            |     |      |     |        |
|      | Rally di Sanremo                        | Danilo Fappani       | Toyota 205 GT Four GR.A      | Ritirato per incidente               |     |      |     |        |
|      | Rally di San Marino                     | Danilo Fappani       | Toyota 205 GT Four GR.A      | 2º                                   |     |      |     |        |
|      | Rally Targa Florio                      | Danilo Fappani       | Toyota 205 GT Four GR.A      | 3º                                   |     |      |     |        |
|      | Rally 1000 Laghi di Finlandia           | Danilo Fappani       | Toyota 205 GT Four GR.A      | 15º                                  | 15º |      |     |        |
| 1997 | Rally Ciocco                            | Danilo Fappani       | Subaru Impreza WRX           | 4º                                   |     |      |     |        |
|      | Rally Liburna                           | Danilo Fappani       | Subaru Impreza WRX           | Ritirato per rottura colonnette      |     |      |     |        |
|      | Rally 1000 Miglia                       | Danilo Fappani       | Subaru Impreza WRX           | Vincitore                            |     |      |     |        |
|      | Rally Piancavallo                       | Danilo Fappani       | Subaru Impreza WRX           | Vincitore                            |     |      |     |        |
|      | Rally Casciana                          | Danilo Fappani       | Subaru Impreza WRX           | Ritirato per incidente               |     |      |     |        |
|      | Rally San Marino                        | Danilo Fappani       | Subaru Impreza WRX           | 2º                                   |     |      |     |        |
|      | Rally del Salento                       | Danilo Fappani       | Subaru Impreza WRX           | Vincitore                            |     |      |     |        |
|      | Rally Biella                            | Danilo Fappani       | Subaru Impreza WRX           | Vincitore                            |     |      |     |        |
|      | Rally Messina                           | Danilo Fappani       | Subaru Impreza WRX           | Vincitore                            |     |      |     |        |
|      | Rally di Sanremo                        | Danilo Fappani       | Subaru Impreza WRX           | Ritirato per rottura al cambio       |     |      |     |        |
| 1998 | Rally Ciocco                            | Danilo Fappani       | Subaru Impreza WRX           | 4º                                   |     |      |     |        |
|      | Rally 1000 Miglia                       | Danilo Fappani       | Subaru Impreza WRX           | 3º                                   |     |      |     |        |
|      | Rally Piancavallo                       | Danilo Fappani       | Subaru Impreza WRX           | Vincitore                            |     |      |     |        |
|      | Rally del Friuli e delle Alpi Orientali | Danilo Fappani       | Subaru Impreza WRX           | Vincitore                            |     |      |     |        |
|      | Rally Catalunya - Costa Brava           | Danilo Fappani       | Subaru Impreza WRX           | 16º                                  | 16º |      |     |        |
|      | Rally del Portogallo                    | Danilo Fappani       | Subaru Impreza WRX           | Ritirato per rottura ruota           |     |      |     |        |
|      | Rally San Marino                        | Danilo Fappani       | Subaru Impreza WRX           | 4º                                   |     |      |     |        |
|      | Rally del Salento                       | Danilo Fappani       | Subaru Impreza WRX           | Ritirato per incidente               |     |      |     |        |
|      | Rally Liburna                           | Danilo Fappani       | Subaru Impreza WRX           | 5º                                   |     |      |     |        |
|      | Rally Biella                            | Danilo Fappani       | Subaru Impreza WRX           | Ritirato per incidente               |     |      |     |        |
|      | Rally Messina                           | Danilo Fappani       | Subaru Impreza WRC97         | Vincitore                            |     |      |     |        |
|      | Rally di Sanremo                        | Danilo Fappani       | Subaru Impreza WRC97         | 8º                                   | 8º  |      |     |        |
|      | Rally Monza                             | Daniele Vernuccio    | Subaru Impreza WRC97         | Vincitore                            |     |      |     |        |
| 1999 | Rally di Sanremo                        | Danilo Fappani       | Subaru Impreza WRC98         | Ritirato per rottura ruota           |     |      |     |        |
|      | Rally Ciocco                            | Danilo Fappani       | Subaru Impreza WRC98         | 2º                                   |     |      |     |        |
|      | Rally 1000 Miglia                       | Danilo Fappani       | Subaru Impreza WRC98         | 5º                                   |     |      |     |        |
|      | Rally Piancavallo                       | Danilo Fappani       | Subaru Impreza WRC98         | 2º                                   |     |      |     |        |
|      | Rally San Marino                        | Danilo Fappani       | Subaru Impreza WRC98         | Ritirato per incidente               |     |      |     |        |
|      | Rally del Salento                       | Danilo Fappani       | Subaru Impreza WRC98         | 4º                                   |     |      |     |        |
|      | Rally Biella                            | Danilo Fappani       | Subaru Impreza WRC98         | 2º                                   |     |      |     |        |
|      | Rally del Friuli e delle Alpi Orientali | Danilo Fappani       | Subaru Impreza WRC98         | Ritirato per rottura motore          |     |      |     |        |
|      | Rally Messina                           | Danilo Fappani       | Subaru Impreza WRC98         | Ritirato per rottura colonnette      |     |      |     |        |
|      | Rally di Monte Carlo                    | Danilo Fappani       | Subaru Impreza WRC98         | Ritirato per rottura frizione        |     |      |     |        |
|      | Rally Monza                             | Danilo Fappani       | Subaru Impreza WRC98         | 4º                                   |     |      |     |        |
| 2000 | Rally Catalunya - Costa Brava           | Danilo Fappani       | Subaru Impreza WRC           | Ritirato per rottura idroguida       |     |      |     |        |
|      | Rally 1000 Miglia                       | Danilo Fappani       | Subaru Impreza WRC           | 2º                                   |     |      |     |        |
|      | Rally Ypres                             | Danilo Fappani       | Subaru Impreza WRX GR.N      | Ritirato per rottura freni           |     |      |     |        |
|      | Rally Madeira                           | Danilo Fappani       | Subaru Impreza WRC           | 4º                                   |     |      |     |        |
|      | Rally di Francia                        | Danilo Fappani       | Subaru Impreza WRC           | Ritirato per rottura idroguida       |     |      |     |        |
|      | Rally di Sanremo                        | Danilo Fappani       | Subaru Impreza WRC           | 13º                                  | 13º |      |     |        |
|      | Rally Monza                             | Danilo Fappani       | Peugeot 306 Kit              | 5º                                   |     |      |     |        |
| 2001 | Rally Catalunya - Costa Brava           | Danilo Fappani       | Fiat Punto S1600             | 24º                                  | 24º | 5º   |     |        |
|      | Rally San Marino                        | Danilo Fappani       | Fiat Punto Kit               | 2º                                   |     | 1º   |     |        |
|      | Rally dell'Acropoli                     | Massimo Chiapponi    | Fiat Punto S1600             | 20º                                  | 20º | 2º   |     |        |
|      | Neste Rally Finland                     | Giovanni Bernacchini | Fiat Punto S1600             | 34º                                  | 34º | 2º   |     |        |
|      | Rally di Sanremo                        | Giovanni Bernacchini | Fiat Punto S1600             | 16º                                  | 16º | 1º   |     |        |
|      | Rally di Francia                        | Giovanni Bernacchini | Fiat Punto S1600             | 14º                                  | 14º | 2º   |     |        |
|      | Rally di Gran Bretagna                  | Giovanni Bernacchini | Fiat Punto S1600             | Ritirato per rottura coppa dell'olio |     |      |     |        |
| 2002 | Rally Catalunya - Costa Brava           | Giovanni Bernacchini | Citroën Saxo S1600           | 20º                                  | 20º | 2º   |     |        |
|      | Rally di Monte Carlo                    | Giovanni Bernacchini | Citroën Saxo S1600           | Ritirato per rottura frizione        |     |      |     |        |
|      | Rally dell'Acropoli                     | Giovanni Bernacchini | Citroën Saxo S1600           | 20º                                  | 20º | 2º   |     |        |
|      | Rally di Sanremo                        | Giovanni Bernacchini | Citroën Saxo S1600           | 15º                                  | 15º | 1º   |     |        |
|      | Rally di Gran Bretagna                  | Giovanni Bernacchini | Citroën Saxo S1600           | 28º                                  | 28º | 6º   |     |        |
|      | Rally di Germania                       | Giovanni Bernacchini | Citroën Saxo S1600           | 15º                                  | 15º | 2º   |     |        |
|      | Rally Tutta Terra Toscana               | Giovanni Bernacchini | Citroën Saxo S1600           | 10º                                  | 10º | 2º   |     |        |
|      | Rally Ciocco                            | Giovanni Bernacchini | Citroën Saxo S1600           | 10º                                  | 10º | 1º   |     |        |
|      | Rally 1000 Miglia                       | Giovanni Bernacchini | Citroën Saxo S1600           | 10º                                  | 10º | 2º   |     |        |
|      | Rally Targa Florio                      | Giovanni Bernacchini | Citroën Saxo S1600           | 8º                                   | 8º  | 3º   |     |        |
|      | Rally Adriatico                         | Giovanni Bernacchini | Citroën Saxo S1600           | 10º                                  | 10º | 8º   |     |        |
|      | Rally San Marino                        | Giovanni Bernacchini | Citroën Saxo S1600           | Ritirato per rottura acceleratore    |     |      |     |        |
|      | Rally del Salento                       | Giovanni Bernacchini | Citroën Saxo S1600           | 6º                                   | 6º  | 1º   |     |        |
|      | Rally San Martino di Castrozza          | Giovanni Bernacchini | Citroën Saxo S1600           | 20º                                  | 20º | 2º   |     |        |
| 2003 | Rally Costa Smeralda Terra Sarda        | Tania Canton         | Fiat Punto S1600             | Ritirato per incidente               |     |      |     |        |
|      | Rally Ciocco                            | Tania Canton         | Fiat Punto S1600             | 15º                                  |     | 6º   |     |        |
|      | Rally 1000 Miglia                       | Tania Canton         | Fiat Punto S1600             | Ritirato per rottura motore          |     |      |     |        |
|      | Rally Targa Florio                      | Tania Canton         | Fiat Punto S1600             | 15º                                  |     | 4º   |     |        |
|      | Rally San Marino                        | Tania Canton         | Fiat Punto S1600             | 15º                                  |     | 5º   |     |        |
|      | Rally del Salento                       | Tania Canton         | Fiat Punto S1600             | Annullato                            |     |      |     |        |
|      | Rally del Friuli e delle Alpi Orientali | Tania Canton         | Fiat Punto S1600             | 5º                                   |     | 4º   |     |        |
|      | Rally San Martino di Castrozza          | Tania Canton         | Fiat Punto S1600             | 8º                                   |     | 4º   |     |        |
|      | Rally Tutta Terra Toscana               | Tania Canton         | Fiat Punto S1600             | 7º                                   |     | 1º   |     |        |
|      | Rally San Crispino                      | Tania Canton         | Renault Clio Super 1600      | Ritirato per incidente               |     |      |     |        |
|      | Rally Monza                             | Tania Canton         | Renault Clio Super 1600      | 12º                                  |     | 1º   |     |        |
| 2004 | Rally Tutta Terra Toscana               | Tania Canton         | Renault Clio Super 1600      | 13º                                  |     | 3º   |     |        |
|      | Rally Ciocco                            | Tania Canton         | Renault Clio Super 1600      | 7º                                   |     | 2º   |     |        |
|      | Rally Costa Smeralda Terra Sarda        | Tania Canton         | Renault Clio Super 1600      | 13º                                  |     | 4º   |     |        |
|      | Rally del Salento                       | Tania Canton         | Renault Clio Super 1600      | Vincitore                            |     |      |     |        |
|      | Rally San Marino                        | Tania Canton         | Renault Clio Super 1600      | 17º                                  |     | 3º   |     |        |
|      | Rally 1000 Miglia                       | Tania Canton         | Renault Clio Super 1600      | 9º                                   |     | 5º   | 9º  | 8º     |
|      | Rally San Martino di Castrozza          | Tania Canton         | Renault Clio Super 1600      | 10º                                  |     | 3º   |     |        |
|      | Rally del Friuli e delle Alpi Orientali | Tania Canton         | Renault Clio Super 1600      | 13º                                  |     | 4º   |     |        |
|      | Rally Adriatico                         | Tania Canton         | Renault Clio Super 1600      | 20º                                  |     | 7º   |     |        |
|      | Rally Sanremo                           | Tania Canton         | Renault Clio Super 1600      | 25º                                  |     | 9º   |     |        |
|      | Rally Targa Florio                      | Tania Canton         | Renault Clio Super 1600      | 10º                                  |     | 4º   |     |        |
|      | Rally Monza                             | Tania Canton         | Renault Clio Super 1600      | 4º                                   |     | 1º   |     |        |
| 2005 | Rally Ciocco                            | Daniele Vernuccio    | Citroën C2 S1600             | 12º                                  |     | 4º   |     |        |
|      | Rally 1000 Miglia                       | Daniele Vernuccio    | Citroën C2 S1600             | 8º                                   |     | 5º   | 8º  |        |
|      | Supermag Rally Italia Sardinia          | Daniele Vernuccio    | Citroën C2 S1600             | Ritirato per incidente               |     |      |     |        |
|      | Rally Adriatico                         | Daniele Vernuccio    | Citroën C2 S1600             | 14º                                  |     | 4º   |     |        |
|      | Rally San Marino                        | Daniele Vernuccio    | Citroën C2 S1600             | 8º                                   |     | 3º   |     |        |
|      | Rally del Salento                       | Daniele Vernuccio    | Citroën C2 S1600             | 5º                                   |     | 1º   |     |        |
|      | Rally San Martino di Castrozza          | Daniele Vernuccio    | Citroën C2 S1600             | 9º                                   |     | 5º   |     |        |
|      | Rally del Friuli e delle Alpi Orientali | Daniele Vernuccio    | Citroën C2 S1600             | Ritirato per incidente               |     |      |     |        |
|      | Rally Sanremo                           | Daniele Vernuccio    | Citroën C2 S1600             | 11º                                  |     | 5º   |     |        |
|      | Rally San Crispino                      | Daniele Vernuccio    | Citroën C2 S1600             | 15º                                  |     | 2º   |     |        |
|      | Rally Monza                             | Daniele Vernuccio    | Peugeot 206 WRC              | 4º                                   | 4º  |      |     |        |
|      | Rally Costa Smeralda Terra Sarda        | Daniele Vernuccio    | Citroën C2 S1600             | 9º                                   |     | 2º   |     |        |
| 2006 | Rally Ciocco                            | Daniele Vernuccio    | Mitsubishi Lancer Evo IX     | Ritirato per incidente               |     |      |     |        |
|      | Rally Adriatico                         | Daniele Vernuccio    | Mitsubishi Lancer Evo IX     | 7º                                   |     |      |     |        |
|      | Rally 1000 Miglia                       | Daniele Vernuccio    | Mitsubishi Lancer Evo IX     | 4º                                   |     |      | 4º  |        |
|      | Rally Targa Florio                      | Daniele Vernuccio    | Mitsubishi Lancer Evo IX     | 6º                                   |     |      |     |        |
|      | Rally San Marino                        | Daniele Vernuccio    | Mitsubishi Lancer Evo IX     | 6º                                   |     |      |     |        |
|      | Rally di Sanremo                        | Daniele Vernuccio    | Mitsubishi Lancer Evo IX     | Ritirato per incidente               |     |      |     |        |
|      | Rally San Martino di Castrozza          | Daniele Vernuccio    | Mitsubishi Lancer Evo IX     | 2º                                   |     |      |     |        |
|      | Rally del Friuli e delle Alpi Orientali | Daniele Vernuccio    | Mitsubishi Lancer Evo IX     | 6º                                   |     |      |     |        |
|      | Rally del Salento                       | Daniele Vernuccio    | Mitsubishi Lancer Evo IX     | 5º                                   |     |      |     |        |
|      | Rally Costa Smeralda                    | Daniele Vernuccio    | Mitsubishi Lancer Evo IX     | 4º                                   |     |      |     |        |
|      | Rally Monza                             | Daniele Vernuccio    | Mitsubishi Lancer Evo IX     | 4º                                   |     | 1º   |     |        |
| 2007 | Rally Circuit Series Franciacorta       | Tommaso Rocco        | Mitsubishi Lancer Evo IX     | 5º                                   |     | 1º   |     |        |
|      | Rally Ciocco                            | Tommaso Rocco        | Mitsubishi Lancer Evo IX     | 5º                                   |     |      |     |        |
|      | Rally San Marino                        | Tommaso Rocco        | Mitsubishi Lancer Evo IX     | 9º                                   |     | 4º   |     |        |
|      | Rally 1000 Miglia                       | Tommaso Rocco        | Mitsubishi Lancer Evo IX     | 5º                                   |     |      |     |        |
|      | Rally del Salento                       | Tommaso Rocco        | Mitsubishi Lancer Evo IX     | 8º                                   |     |      |     |        |
|      | Rally Targa Florio                      | Tommaso Rocco        | Mitsubishi Lancer Evo IX     | Ritirato per rottura al cambio       |     |      |     |        |
|      | Rally di San Crispino                   | Tommaso Rocco        | Mitsubishi Lancer Evo IX     | 10º                                  |     |      |     |        |
|      | Rally San Martino di Castrozza          | Tommaso Rocco        | Mitsubishi Lancer Evo IX     | Ritirato per rottura semiasse        |     |      |     |        |
|      | Rally del Friuli e delle Alpi Orientali | Tommaso Rocco        | Mitsubishi Lancer Evo IX     | 5º                                   |     |      |     |        |
|      | Rally di Sanremo                        | Tommaso Rocco        | Mitsubishi Lancer Evo IX     | Ritirato per incidente               |     |      |     |        |
|      | Rally Costa Smeralda                    | Tommaso Rocco        | Mitsubishi Lancer Evo IX     | Ritirato per foratura                |     |      |     |        |
|      | Rally Monza                             | Tommaso Rocco        | Mitsubishi Lancer Evo IX     | 2º                                   |     |      |     |        |
| 2008 | Rally 1000 Miglia                       | Simone Rocco         | Peugeot 207 S2000            | 4º                                   |     |      |     | 8º     |
|      | Monza Rally Show                        | Marco della Noce     | Peugeot 309 WRC              | 8º                                   |     |      |     |        |
| 2009 | Rally 1000 Miglia                       | Tommaso Rocco        | Peugeot 207 S2000            | Ritirato per incidente               |     |      |     |        |
|      | Rally Ronde delle Pertiche              | Marco della Noce     | Peugeot 207 S2000            | 4º                                   |     |      |     |        |
|      | Gara Pista Trofeo Franciacorta          | Marco della Noce     | Fiat Abarth 500              | 6º                                   |     |      |     |        |
|      | Rally Camuno                            | Marco della Noce     | Renault Clio R3              | 12º                                  |     | 1º   |     |        |
|      | Monza Rally Show                        | Marco della Noce     | Peugeot 207 S2000            | Ritirato per rottura frizione        |     |      |     |        |
| 2010 | Rally 1000 Miglia                       | Tommaso Rocco        | Renault Clio R3              | 23º                                  |     |      |     | 7º     |
|      | Rally del Salento                       | Tommaso Rocco        | Renault Clio R3              | 24º                                  |     |      |     | 6º     |
|      | Rally Ronde delle Pertiche              | Tommaso Rocco        | Renault Clio R3              | Ritirato per rottura motore          |     |      |     |        |
|      | Rally del Friuli e Alpi Orientali       | Tommaso Rocco        | Renault Clio R3              | Ritirato per rottura al cambio       |     |      |     |        |
|      | Rally di Sanremo                        | Tommaso Rocco        | Renault Clio R3              | Ritirato per rottura colonnette      |     |      |     |        |
|      | Trofeo ACI Como                         | Tommaso Rocco        | Renault Clio R3              | Ritirato per incidente               |     |      |     |        |
|      | Rally du Var                            | Tommaso Rocco        | Renault Clio R3              | 37º                                  |     |      |     |        |
| 2011 | Rally 1000 Miglia                       | Tommaso Rocco        | Renault Clio R3              | Ritirato per incidente               |     |      |     |        |
|      | Croatia Rally                           | Fenoli Manuel        | Mitsubishi Lancer Evo IX     | Ritirato per rottura meccanica       |     |      |     |        |
|      | Rally San Martino di Castrozza          | Tommaso Rocco        | Mitsubishi Lancer Evo IX     | 15º                                  |     |      |     |        |
|      | Monza Rally Show                        | Fenoli Manuel        | Mitsubishi Lancer Evo IX     | 36º                                  | 1º  |      |     |        |
| 2013 | Memorial Angelo Caffi - Brixia Expo     | No co-pilota         | Mitsubishi Lancer Evo IX     |                                      | 3º  |      |     |        |
| 2014 | Motor Show - ACI Rally Italia Talent    | Tumaini Andrea       | Peugeot 208 VTi R2           |                                      | 2º  |      |     |        |

## Risultati nel mondiale rally

### WRC
| 1993 | Scuderia         | Vettura                                           |     |  |  |  |  |  |  |  |  |  |   |  |  |  |  |  | Punti | Pos. |
| ---- | ---------------- | ------------------------------------------------- | --- |  |  |  |  |  |  |  |  |  | - |  |  |  |  |  | ----- | ---- |
| 1993 | Mirabella Racing | Fiat Cinquecento Sporting Ford Escort RS Cosworth | Rit |  |  |  |  |  |  |  |  |  | 7 |  |  |  |  |  | 4     | 38º  |

| 1996 | Scuderia         | Vettura                       |  |  |  |  |  |    |  |     |  |  |  |  |  |  |  |  | Punti | Pos. |
| ---- | ---------------- | ----------------------------- |  |  |  |  |  | -- |  | --- |  |  |  |  |  |  |  |  | ----- | ---- |
| 1996 | H.F. Grifone SRL | Toyota Celica GT-Four (ST205) |  |  |  |  |  | 15 |  | Rit |  |  |  |  |  |  |  |  | 0     |      |

| 1997 | Scuderia          | Vettura            |  |  |  |  |  |  |  |  |  |  |  |     |  |  |  |  | Punti | Pos. |
| ---- | ----------------- | ------------------ |  |  |  |  |  |  |  |  |  |  |  | --- |  |  |  |  | ----- | ---- |
| 1997 | Procar Rally Team | Subaru Impreza 555 |  |  |  |  |  |  |  |  |  |  |  | Rit |  |  |  |  | 0     |      |

| 1998 | Scuderia           | Vettura                                      |  |  |  |     |    |  |  |  |  |  |   |  |  |  |  |  | Punti | Pos. |
| ---- | ------------------ | -------------------------------------------- |  |  |  | --- | -- |  |  |  |  |  | - |  |  |  |  |  | ----- | ---- |
| 1998 | A.R.T. Engineering | Subaru Impreza 555 Subaru Impreza S5 WRC '97 |  |  |  | Rit | 16 |  |  |  |  |  | 8 |  |  |  |  |  | 0     |      |

| 1999 | Scuderia               | Vettura                   |     |  |  |  |  |  |  |  |  |  |  |     |  |  |  |  | Punti | Pos. |
| ---- | ---------------------- | ------------------------- | --- |  |  |  |  |  |  |  |  |  |  | --- |  |  |  |  | ----- | ---- |
| 1999 | Mirabella Mille Miglia | Subaru Impreza S5 WRC '98 | Rit |  |  |  |  |  |  |  |  |  |  | Rit |  |  |  |  | 0     |      |

| 2000 | Scuderia          | Vettura                   |  |  |  |  |     |  |  |  |  |  |     |    |  |  |  |  | Punti | Pos. |
| ---- | ----------------- | ------------------------- |  |  |  |  | --- |  |  |  |  |  | --- | -- |  |  |  |  | ----- | ---- |
| 2000 | Procar Rally Team | Subaru Impreza S5 WRC '99 |  |  |  |  | Rit |  |  |  |  |  | Rit | 13 |  |  |  |  | 0     |      |

| 2001 | Scuderia | Vettura          |  |  |  |    |  |  |    |  |    |  |    |    |  |     |  |  | Punti | Pos. |
| ---- | -------- | ---------------- |  |  |  | -- |  |  | -- |  | -- |  | -- | -- |  | --- |  |  | ----- | ---- |
| 2001 |          | Fiat Punto S1600 |  |  |  | 24 |  |  | 20 |  | 34 |  | 16 | 14 |  | Rit |  |  | 0     |      |

| 2002 | Scuderia | Vettura            |     |  |  |    |  |  |    |  |  |    |    |  |  |    |  |  | Punti | Pos. |
| ---- | -------- | ------------------ | --- |  |  | -- |  |  | -- |  |  | -- | -- |  |  | -- |  |  | ----- | ---- |
| 2002 |          | Citroën Saxo S1600 | Rit |  |  | 20 |  |  | 20 |  |  | 15 | 15 |  |  | 28 |  |  | 0     |      |

| 2005 | Scuderia | Vettura          |  |  |  |  |    |  |  |  |  |  |  |  |  |  |  |  | Punti | Pos. |
| ---- | -------- | ---------------- |  |  |  |  | -- |  |  |  |  |  |  |  |  |  |  |  | ----- | ---- |
| 2005 |          | Citroën C2 S1600 |  |  |  |  | 30 |  |  |  |  |  |  |  |  |  |  |  | 0     |      |

| Legenda | 1º posto | 2º posto | 3º posto | A punti | Senza punti | Ritirato | Squalificato | NP=Non partito C=Gara cancellata | Apice=Power stage |

### 2-L WC
| 1993 | Scuderia | Vettura                   |     |  |  |  |  |  |  |  |  |  |  |  |  |  |  |  | Punti | Pos. |
| ---- | -------- | ------------------------- | --- |  |  |  |  |  |  |  |  |  |  |  |  |  |  |  | ----- | ---- |
| 1993 |          | Fiat Cinquecento Sporting | Rit |  |  |  |  |  |  |  |  |  |  |  |  |  |  |  | 0     |      |

| Legenda | 1º posto | 2º posto | 3º posto | A punti | Senza punti | Ritirato | Squalificato | NP=Non partito C=Gara cancellata | Apice=Power stage |

### Super 1600/Junior WRC
| 2001 | Scuderia | Vettura          |  |  |  |   |  |  |   |  |   |  |   |   |  |     |  |  | Punti | Pos. |
| ---- | -------- | ---------------- |  |  |  | - |  |  | - |  | - |  | - | - |  | --- |  |  | ----- | ---- |
| 2001 |          | Fiat Punto S1600 |  |  |  | 5 |  |  | 2 |  | 2 |  | 1 | 2 |  | Rit |  |  | 30    | 2º   |

| 2002 | Scuderia | Vettura            |     |  |  |   |  |  |   |  |  |   |   |  |  |   |  |  | Punti | Pos. |
| ---- | -------- | ------------------ | --- |  |  | - |  |  | - |  |  | - | - |  |  | - |  |  | ----- | ---- |
| 2002 |          | Citroën Saxo S1600 | Rit |  |  | 2 |  |  | 2 |  |  | 2 | 1 |  |  | 6 |  |  | 29    | 2º   |

| Legenda | 1º posto | 2º posto | 3º posto | A punti | Senza punti | Ritirato | Squalificato | NP=Non partito C=Gara cancellata | Apice=Power stage |